# Ivan Dzjuba
Ivan Michajlovič Dzjuba (in ucraino Іва́н Миха́йлович Дзю́ба?; Mykolajiwka, 26 luglio 1931 – Kiev, 22 febbraio 2022) è stato un critico letterario e politico ucraino. Fu ministro della cultura dell'Ucraina (1992-1994), membro dell'Accademia nazionale delle scienze dell'Ucraina e capo del comitato per il Premio nazionale Ševčenko (1999-2001).
Dzjuba fu caporedattore dell'Enciclopedia dell'Ucraina Moderna ed editore di numerose riviste ucraine durante gli anni '90 del XX secolo.

## Biografia
Nato in una famiglia contadina, fino ai 17 anni Dzjuba parlava solo la lingua russa.
Nel 1932, la sua famiglia, in fuga dalla carestia, si trasferì dal villaggio natale al vicino villaggio operaio Novotroyits'ke per un breve periodo. Successivamente, si trasferirono a Olenevski Quarry (oggi Dokučajevs'k), dove Dzjuba finì la scuola secondaria di primo grado.
Si laureò all'Istituto pedagogico di Donec'k e proseguì gli studi post laurea presso l'Istituto di letteratura Ševčenko. Pubblicò il suo primo saggio nel 1959.
Negli anni '70 fu oggetto di persecuzioni politiche da parte del regime sovietico per le opinioni espresse in alcune pubblicazioni.
Alla fine del 1965 Dzjuba scrisse la sua opera Internazionalismo o russificazione? (pubblicato a Londra nel 1968 e sulla rivista "Motherland" (ukr. "Вітчизна"), 1990, n. 5-7), attinente ai problemi che minacciavano le relazioni nazionali nella società socialista, che inviò alle autorità comuniste. Una commissione speciale del Comitato Centrale del Partito Comunista dell'Ucraina esaminò il testo e decretò che si trattava di "facezie sulla realtà sovietica, sulla politica nazionale del PCUS e sulla pratica della costruzione comunista nell'URSS". Le autorità accusarono Dzjuba di minare l'amicizia sovietica dei popoli e di alimentare l'odio tra il popolo ucraino e quello russo. Nel 1972 venne condannato a 5 anni di reclusione e 5 anni di esilio. In seguito chiese perdono e dopo 18 mesi di carcere Dzjuba fu graziato e assunto per lavorare ad un giornale dell'Antonov. Dopo il cambiamento della situazione politica nell'Unione Sovietica e il passaggio all'Ucraina indipendente, Dzjuba divenne popolare e cofondatore del Movimento popolare ucraino, partito politico liberal-conservatore.
Fu vincitore di numerosi premi nazionali come il Premio Ševčenko, il Premio O. Biletsky, il Premio Antonovyč e il Premio Vladimir Vernadskij.
Dzjuba è morto a Kiev il 22 febbraio 2022, all'età di 90 anni.